# Židovská obec

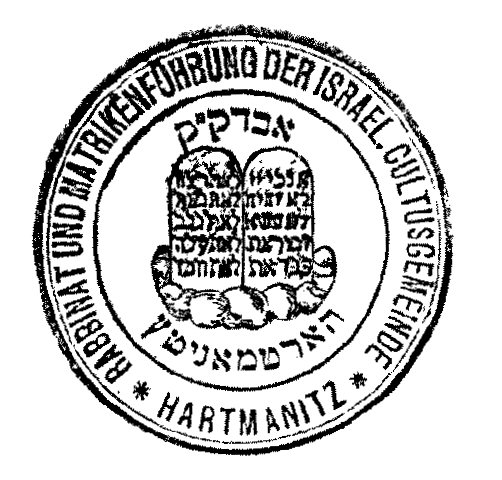
Razítko ŽNO Hartmanice, přibližně 2. polovina 19. století

Židovská obec (hebrejsky קהילה‎ kehila, starší aškenázská výslovnost kile) je podle právního řádu České republiky evidovaná právnická osoba založená náboženskou organizací. Židovská obec je nejmenší správní jednotkou židovské komunity v zemi, sdružuje občany židovského vyznání nebo židovského původu (viz Kdo je Žid) v daném městě a přilehlých oblastech a zajišťuje řádný chod života svých členů v záležitostech náboženských, kulturních a sociálních. Zastřešující náboženskou organizací („církví“) je Federace židovských obcí v ČR (FŽO).

## Vznik

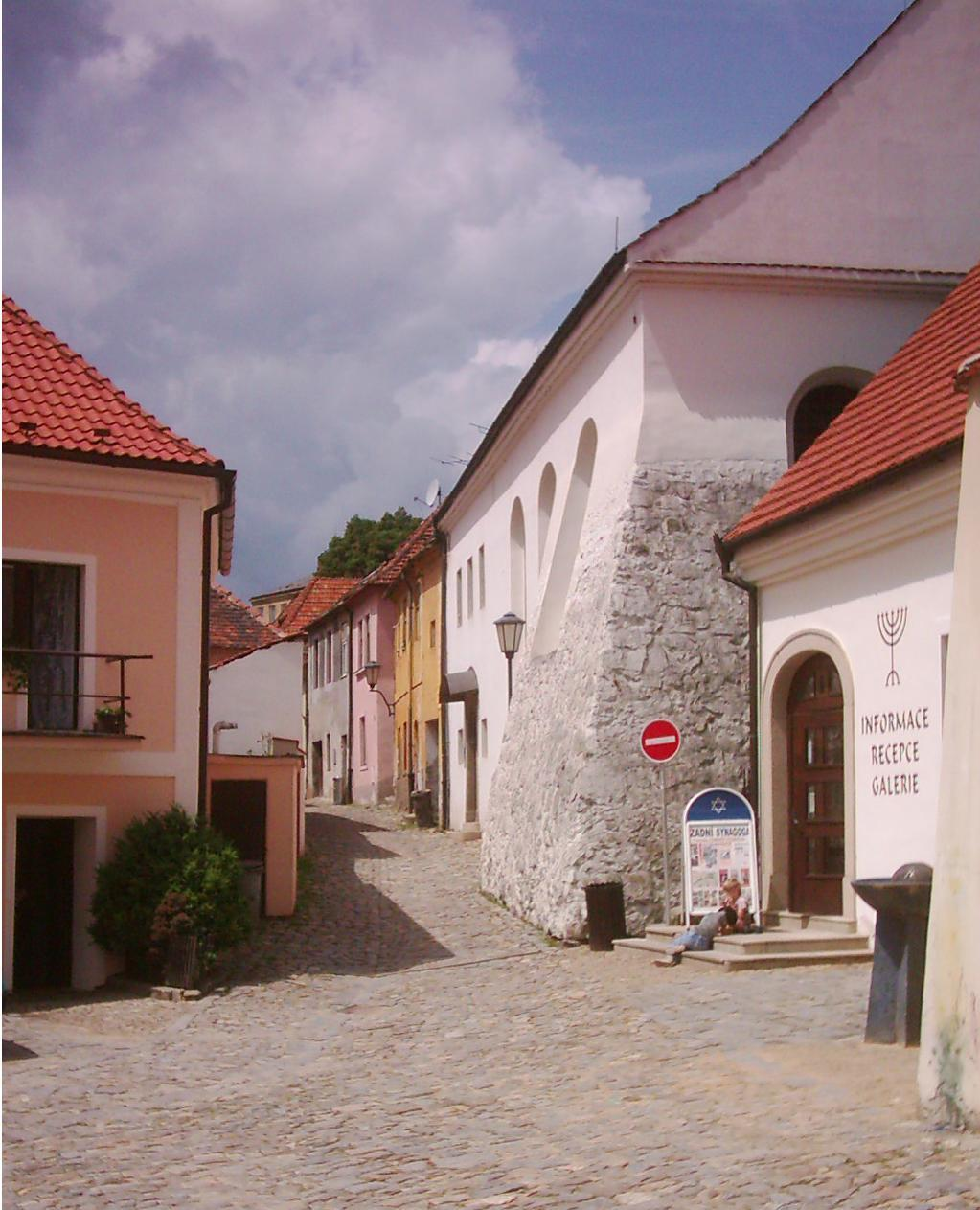
Jednou z nejzachovalejších židovských čtvrtí – obcí, ve smyslu urbánního celku – na světě, je třebíčská židovská čtvrť. Z tohoto důvodu byla zařazena na seznam Světového dědictví UNESCO

Pojem „obec“ se začal užívat od 13. století (viz Čtvrtý lateránský koncil), kdy byli Židé nedobrovolně nuceni žít odděleně od křesťanského obyvatelstva v tzv. ghettech a tyto územní celky pak skutečně tvořily uzavřenou obec - kehilu. Ta byla téměř nezávislá v otázkách vnitřní správy (např. zasedal rabínský soud, který měl soudní pravomoc, nezávislá v oblasti některých řemesel, např. souvisejících se stravováním). Ve většině zemí byli Židé vlastněni jako majetek a kontrolováni přímo panovníkem, nepodléhali proto alespoň teoreticky místním soudům. V určitých dobách a oblastech byla Židům udělena i rozsáhlá autonomie, jak právní, tak majetková (např. ve středověkém Španělsku nebo v Polsku a tzv. Pásu osídlení. Institut obce přetrval v modifikované podobě i zrušení ghett na území českých zemí v roce 1781 až dodnes.

## Novodobý význam
Po zrušení ghett v druhé polovině 18. století bylo Židům dovoleno se svobodně stěhovat do křesťanských částí měst, vykonávat jiná zaměstnání, vlastnit půdu atp., zároveň ale židovským obcím byla odebrána soudní pravomoc a zanikla řada institucí s obcemi dříve spojených (např. Bejt din) nebo bylo jejich pole působnosti velmi omezeno, většinou pouze na otázky náboženské a týkající se rituálního práva, nikoli na otázky civilní a trestní, ve kterých židovské obce podléhaly stejně jako ostatní církevní organizace občanskému zákonu. Z tohoto důvodu byla ustanovena náhrada, tzv. židovská náboženská obec (ŽNO), která dále působila v daném místě a starala se zejména o náboženský život obyvatel té které obce (teď již ve smyslu residenčním).

## Struktura obce
V České republice je židovská obec fixována vždy na konkrétní oblast, ve které působí. Obec má svou vlastní právní subjektivitu a její hlavou je předseda. Některé obce mají rabína, většina nikoli. Pokud je rabínů a fungujících synagog v daném městě více, je volen vrchní rabín. V České republice se toto týká pouze Prahy, která je jediným městem, kde se nachází více než jedna fungující synagoga. Nemá-li židovská obec žádného rabína, vykonává jeho funkce vrchní zemský rabín, případně jeho zástupce.

## Židovské obce v Česku
Před druhou světovou válkou a holocaustem bylo na území dnešní ČR úředně evidováno 153 židovských náboženských obcí, z nichž po osvobození roku 1945 byla nemnohými přeživšími koncentračních táborů obnovena zhruba jedna pětina, zejména ve větších městech (např. Praha, Teplice, Liberec, Brno, Ostrava, České Budějovice, Kolín, Česká Lípa, Hradec Králové, Pardubice, Mariánské Lázně, Jihlava, Kroměříž, Prostějov aj.). Velká většina z nich však pro rapidní úbytek členů vlnou asimilace a emigrace (po 1948 a po 1968) v následujících třech dekádách opět zcela zanikla.
Ve většině případů tak jediným hmatatelným pozůstatkem dnes zůstávají desítky opuštěných synagog a židovských hřbitovů, ve výjimečných případech i např. židovské radnice, školy či rabínské domy (Kroměříž, Třebíč, Boskovice, Mikulov, Úštěk, Kolín, Březnice, Česká Lípa aj.). O ty se dle svých možností starají doposud existující židovské obce, viz níže, v mnoha případech byly stavby adaptovány a slouží dnes jinému, než původnímu účelu. Např. jako kostel (Třebíč, Lipník n. Bečvou, Kutná Hora, Uhlířské Janovice, Karlín), galerie (Rakovník, Hranice na Moravě, Břeclav), městská knihovna (Uherské Hradiště, Jevíčko), archiv (Golčův Jeníkov, Smíchov), rekreační objekt (Mořina) či např. školka (Velvary), policejní stanice (Slaný) nebo cukrárna (Kralupy nad Vltavou).
Podle posledního sčítání obyvatel mají židovské obce v Česku kolem 3000 členů (více než polovinu tvoří členové pražské židovské obce). Toto číslo odpovídá údaji uváděnému Federací židovských obcí v ČR, nemusí však zahrnovat všechny občany splňující kritéria pro přijetí do židovských obcí. Celkový počet Židů v Česku se odhaduje zhruba mezi 5000 a 20000.

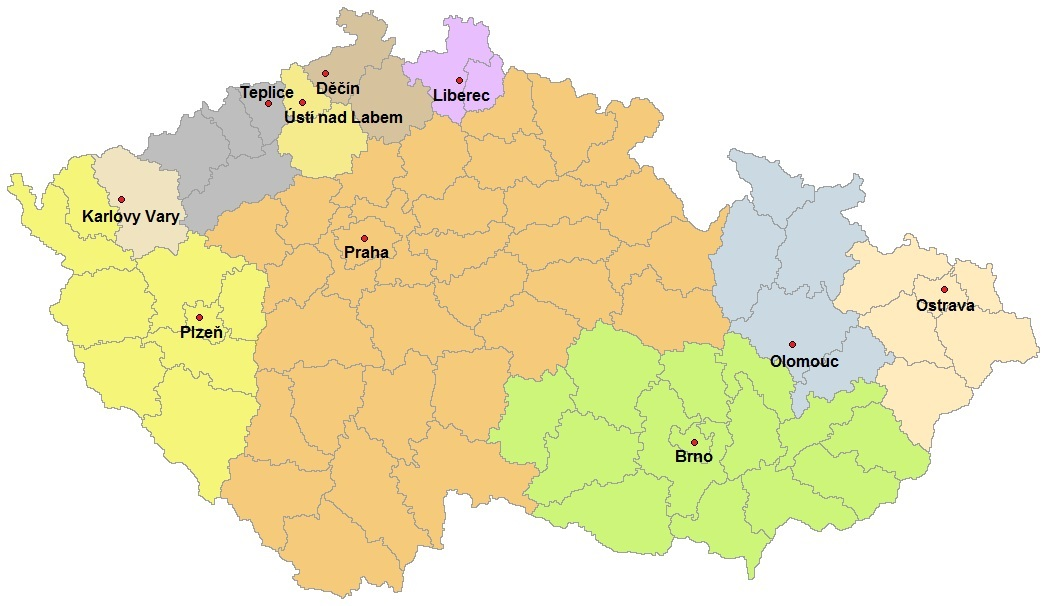
Územní působnost židovských obcí v Česku

V Česku je deset fungujících židovských obcí:
- Židovská obec v Praze
- Židovská obec Brno
- Židovská obec v Ostravě
- Židovská obec Plzeň
- Židovská obec Olomouc
- Židovská obec Liberec
- Židovská obec Karlovy Vary
- Židovská obec Ústí nad Labem
- Židovská obec Děčín
- Židovská obec Teplice

Kromě těchto obcí existují i další spolky, které se zaměřují na náboženskou činnost, avšak nejsou formálně vymezeny jako židovské obce. Některé z nich jsou začleněny do struktury Federace židovských obcí v ČR jako tzv. přidružené organizace.

### Jiné židovské organizace
O ostatní, např. kulturní vyžití se staraly různé židovské kulturní a sportovní organizace, kterých bylo – zejména do druhé světové války – velmi mnoho. Za zmínku stojí např. Makabi, ŽSK Hagibor, Hakoach aj. Jednou z nejaktivnějších židovských organizací v Česku po roce 1989 je dnes Česká unie židovské mládeže (ČUŽM), která pořádá náboženskou, vzdělávací a kulturní činnost, výlety, semináře, přednášky a promítání filmů s židovskou tematikou. ČUŽM také zavedla do českého veřejného prostoru například projekty Stolpersteine nebo Jom Ha'šoa.

### Židovské časopisy a média
- Roš chodeš – měsíčník FŽO
- Maskil – měsíčník Bejt Simcha
- Židovské listy – občasník Magen

## Židovské obce ve světě
V západním, především anglosaském prostředí je struktura obcí odlišná. Základní a nejmenší jednotkou není město, ale kongregace, sdružená kolem jedné synagogy. Kongregací může být v jednom městě celá řada a mohou patřit k různým formám judaismu, od ortodoxní, přes konzervativní, až po liberální. Kongregace se většinou podle své příslušnosti ke směru sdružují do dalších zastřešujících organizací, v USA je to např. United Synagogues of America nebo Rabbinical Assembly of America. Nejvyšší organizací amerických obcí všech denominací je American Jewish Congress – Americký židovský kongres, evropských pak European Jewish Congress – Evropský židovský kongres. Nejvyšší světovou organizací zastřešující veškeré židovské obce, komunity a kongregace ve světě je World Jewish Congress – Světový židovský kongres.